# Felix von Manteuffel

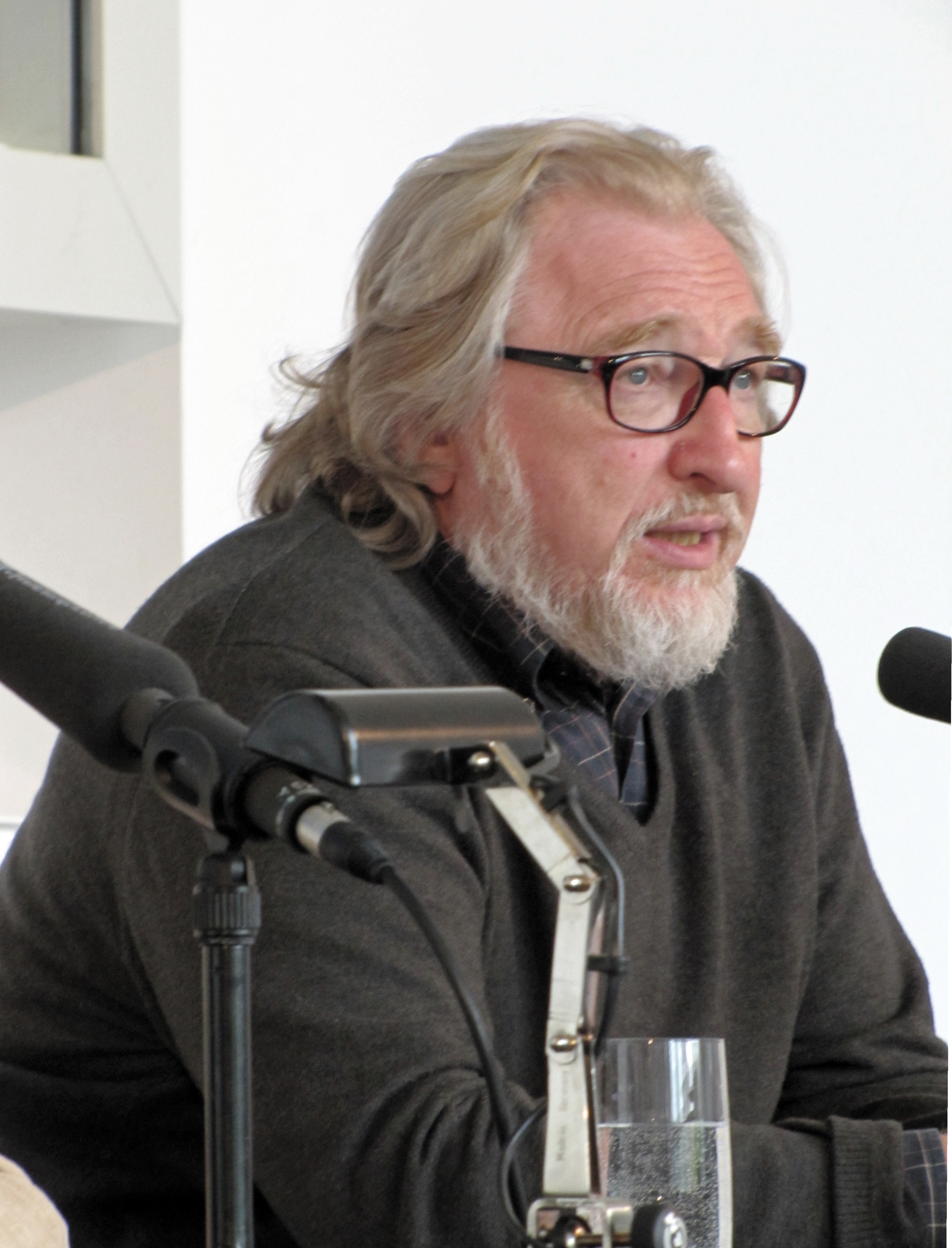
Felix von Manteuffel 2011

Felix von Manteuffel (* 6. Mai 1945 in Bayrischzell als Friedrich Carl Georg Michael Andreas Baron von Manteuffel genannt Szoege) ist ein deutscher Schauspieler sowie Hörspiel- und Hörbuchsprecher.

## Leben und Werk
Manteuffels Vorfahren waren Deutsch-Balten und stammen aus Kapsehden (Kurland). Sein Vater Heinrich von Manteuffel war Kommandeur der Stoßtruppe der Baltischen Landeswehr und starb 1946 in amerikanischer Kriegsgefangenschaft; seine aus Budapest stammende Mutter Sibylla von Manteuffel war eine geborene Gräfin zu Pappenheim. Er besuchte von 1967 bis 1970 die Otto-Falckenberg-Schule in München. Noch während der Ausbildung gab er 1969 an den Münchner Kammerspielen sein Debüt als zweiter Kuli in Bertolt Brechts Die Ausnahme und die Regel. Von 1970 bis 1972 folgte ein Engagement am Theater Ulm. Zu seinen Rollen zählten dort der Ferdinand in Kabale und Liebe sowie die Titelfigur in Dantons Tod.
Von 1972 bis 1984 gehörte er dem Ensemble der Münchner Kammerspiele an. Zu seinen Rollen gehörten Spitta in Die Ratten (1972), Moritz Stiefel in Frühlings Erwachen (1976), Baron in Nachtasyl (1976), Walter Schwarz in Lulu (1977/78), Trepljow in Die Möwe (1978), Wetter vom Strahl in Das Käthchen von Heilbronn (1979/80), Camille in Dantons Tod (1980), Pylades in Iphigenie auf Tauris (1981), Leonhard in Maria Magdalena (1981), Touchstone in Wie es euch gefällt (1982) und die Titelrolle in Carl Sternheims Der Snob (1983).
Außerdem wirkte er in mehreren Hörspielen mit, u. a. 1981/82 in der deutschen Fassung von Per Anhalter durch die Galaxis.
Von 1984 bis 2004 arbeitete von Manteuffel freischaffend. Zu seinen Gastrollen gehörten Philipp der Gute in Die Jungfrau von Orléans (1985 am Schauspiel Köln), Tellheim in Minna von Barnhelm (1984/85 am Deutschen Schauspielhaus in Hamburg), Malthus in Tankred Dorsts Die Schattenlinie (1995 am Bayerischen Staatsschauspiel) und Diderot in Éric-Emmanuel Schmitts Freigeist (1997).
Zugleich intensivierte er seine Arbeit für Film und Fernsehen und trat unter anderem in mehreren Episoden der Krimiserie Tatort auf. In dem Zweiteiler Im Schatten der Macht verkörperte er Walter Scheel.
1976 erhielt er den Adolf-Grimme-Preis mit Silber für Reden und reden lassen (zusammen mit Wolfgang Glück, Michail Füting und Lida Winiewicz).
Von 2004 an war Felix von Manteuffel am Schauspiel Frankfurt engagiert. 2015 stand er am Berliner Theater am Kurfürstendamm in Eine Familie – August: Osage County nach Tracy Letts auf der Bühne.
Seit 1995 ist er mit der amerikanischen Schauspielerin Leslie Malton verheiratet. Aus einer früheren Ehe mit der Schauspielerin Maya Speth, einer Tochter des Komponisten Werner Speth, stammt der Schauspieler Florian von Manteuffel (* 1973 in München).

## Filmografie (Auswahl)
- 1974: Goldfüchse
- 1975: Heirat auf Befehl
- 1977: Fairy
- 1978: Heinrich Heine (nur Stimme)
- 1978: Der alte Feinschmecker
- 1979: Tatort – Maria im Elend
- 1980–85: Die Grandauers und ihre Zeit (Serie)
- 1981: Wer den Schaden hat … (Mehrteiler)
- 1981: Der Richter
- 1983: Heller Wahn
- 1984: Die Krimistunde (Fernsehserie, Folge 9, Episode: „Die Geheimformel“)
- 1984: Tatort – Kielwasser
- 1985: Marie Ward – Zwischen Galgen und Glorie
- 1985: Die Mitläufer
- 1985: Tatort – Schicki-Micki
- 1986: Irgendwie und Sowieso (Fernsehserie, 2 Folgen)
- 1986: Operation Dead End
- 1987: Die Krimistunde (Fernsehserie, Folge 23, Episode: „Ich kann sehr dankbar sein“)
- 1988: Eine Bonner Affäre
- 1988: Die letzte Fahrt der San Diego
- 1988: Ein Sohn aus gutem Hause
- 1988: Wilder Westen inclusive (Mehrteiler)
- 1990: Die Frosch-Intrige
- 1990: Die Frau seines Lebens
- 1991: Bilder machen Leute
- 1991: Lippels Traum
- 1992: Tatort – Experiment
- 1993: Ein Mann für meine Frau
- 1993: Die Elefantenbraut
- 1995: Bruder, ich brauche dein Blut
- 1995: Das Schwein – Eine deutsche Karriere (Mehrteiler)
- 1995: Knallhart daneben
- 1996: Nach uns die Sintflut
- 1996: Ehebruch – Eine teuflische Falle!
- 1996: Tatort – Aida
- 1996: Adelheid und ihre Mörder (Fernsehserie, Ein Schritt zu viel)
- 1997: Tatort – Mordsgeschäfte
- 1997: Der Kapitän – Im Vorhof der Hölle
- 1997: Der rote Schakal
- 1998: Der Traum von der Freiheit
- 1998: Rosenzweigs Freiheit
- 1998: Hurenmord – Ein Priester schweigt
- 1999: Herzlos
- 1999: Requiem für eine romantische Frau
- 2001: Sommer und Bolten: Gute Ärzte, keine Engel (3 Folgen)
- 2001: Der Bulle von Tölz: Bullenkur
- 2001: Hand in Hand
- 2003: Im Schatten der Macht (Zweiteiler)
- 2003: Tatort – Der Schächter
- 2003: Tatort – Rosenholz
- 2004: Baal
- 2005: Eine Mutter für Anna
- 2007: Der Alte – Folge 315: Mord ist keine Lösung
- 2008: Die Brücke
- 2013: Da geht noch was
- 2014: Der Kriminalist – Tod im Paradies
- 2014: Tatort – Ohnmacht
- 2014: Tatort – Im Schmerz geboren
- 2015: Tatort – Château Mort
- 2016: Katie Fforde – Das Schweigen der Männer
- 2016: Unter anderen Umständen – Tod eines Stalkers
- 2017: Inga Lindström – Kochbuch der Liebe
- 2017: Der Zauberlehrling
- 2018: Der Staatsanwalt – Nachts im Weinberg
- 2018: Letzte Spur Berlin – Schöner wohnen
- 2018: Labaule & Erben
- 2019: Gipfelstürmer – Das Berginternat (Fernsehserie)
- 2019: Eine ganz heiße Nummer 2.0
- 2021: Frühling – Schmetterlingsnebel
- 2021: Endlich Witwer – Forever Young
- 2022: Völlig meschugge?! (Fernsehserie, 1 Folge)
- 2024: Zitronenherzen (Fernsehfilm)
- 2025: Die Kanzlei: Irre Zeiten (Fernsehserie, eine Folge)

## Hörbücher (Auswahl)
- 2001: Homo faber (Max Frisch), der Hörverlag
- 2009: Alle Harry Potter Romane (Joanne K. Rowling)[1]
  - 2016: Joanne K. Rowling: Harry Potter – Die Gesamtausgabe – gelesen von Felix von Manteuffel, der Hörverlag, ISBN 978-3-8445-2474-1
- 2009: Der abenteuerliche Simplicissimus, aus dem Deutschen des 17. Jahrhunderts von Reinhard Kaiser, ungekürzte Fassung
- 2016: Jane Gardam: Letzte Freunde. Hörbuch Hamburg, ISBN 978-3-95713-056-3.
- 2016: Charles Dickens: Eine Weihnachtsgeschichte (A Christmas Carol), Oetinger Media GmbH, ISBN 978-3-8373-0531-9 (Verlagsgruppe Oetinger)
- 2018: Otfried Preußler: Krabat. Der Audio Verlag, ISBN 978-3-7424-0501-2
- 2019: Sébastien Perez nach Lyman Frank Baum: Der Zauberer von Oz. Sauerländer audio, ISBN 978-3-8398-4961-3
- 2020: Alex Lépic: Lacroix und die Toten vom Pont Neuf. Sein erster Fall, Der Audio Verlag, ISBN 978-3-7424-1464-9
- 2020: Tobias Goldfarb: Spekulatius der Weihnachtsdrache, Argon Verlag, ISBN 978-3-8398-4234-8
- 2021: Silke Lambeck: Was macht der Kater, wenn ich schlafe?, Sauerländer audio, ISBN 978-3-8398-4986-6
- 2021: Nam-joo Cho: Kim Jiyoung, geboren 1982 (gemeinsam mit Nele Rosetz), Argon Verlag, ISBN 978-3-8398-1863-3
- 2021: Volker Kutscher: Mitte (gemeinsam mit Leonard Scheicher & Walter Kreye), Hörbuch Hamburg, ISBN 978-3-86952-525-9
- 2022: Tobias Goldfarb: Spekulatius der Weihnachtsdrache rettet das Fest, Argon Verlag, ISBN 978-3-8398-4288-1
- 2023: Tobias Goldfarb: Spekulatius und Bammelchen, der Osterhase, Argon Verlag, ISBN 978-3-8398-4297-3
- 2023: Katherine Applegate: Willodeen – Das Mädchen und der Wald der verschwundenen Tiere, Sauerländer audio, ISBN 978-3-8398-4414-4
- 2023: Tobias Goldfarb: Spekulatius der Weihnachtsdrache und das Lebkuchenwunder, Argon Verlag & BookBeat, ISBN 978-3-8398-4305-5
- 2024: Angela Sommer-Bodenburg: Die Moorgeister, Sauerländer audio, ISBN 978-3-7324-7454-7 (Digital-Hörbuch)
- 2024: Salman Rushdie: Knife. Gedanken nach einem Mordversuch, der Hörverlag, ISBN 978-3-8445-5150-1

## Hörspiel und Feature (Auswahl)
- 1981/82: Per Anhalter ins All, gesprochen von Rolf Boysen, Markus Boysen, Klaus Löwitsch, Felix von Manteuffel, Barbara Freier, Dieter Borsche, Bernhard Minetti und vielen anderen (Hörspiel)
- 1990: Peter Zeindler: Die Meisterpartie – Regie: Hans Gerd Krogmann (Kriminalhörspiel – SWF)
- 1996: Gustav Meyrink: Phantastik aus Studio 13: Der Golem (3 Teile) – Regie: Andreas Weber-Schäfer (Hörspielbearbeitung – SDR). Veröffentlichung: CD-Edition: Pidax Film Media Ltd. (Alive) 2017 (Juni)
- 1997: Konrad Hansen: Ein schöner Abgang (Stefan) – Regie: Klaus Dieter Pittrich (Kriminalhörspiel – WDR)
- 2002: Dick Francis: Zügellos. Hörspielbearbeitung nach dem Roman Zügellos: Alexander Schnitzler, Regie: Klaus Zippel, Produktion: MDR und SWR, Musik: Pierre Oser, 1 CD, Länge: ca. 71 Min. Der Audio Verlag, Berlin 2003, ISBN 3-89813-266-8.
- 2002: Léo Malet: Die Nächte von St. Germain. Der Audio Verlag, 2 CDs, 102 Minuten Gesamtspielzeit, ISBN 3-89813-208-0.
- 2002: Elias Canetti: Die Blendung. (2 Teile) nach dem gleichnamigen Roman von 1936, Regie: Robert Matejka, DLR Berlin/BR/ORF
- 2002: May B. Lund: Fingerübungen – Bearbeitung und Regie: Irene Schuck (Kriminalhörspiel – DLR Berlin)
- 2003: Thomas Mann: Der Zauberberg. als Settembrini. Der Hörverlag, 10 CDs, ISBN 3-89940-258-8.
- 2003 (Audible: 2008): Andreas Eschbach: Eine Billion Dollar – Regie: Leonhard Koppelmann (SWR), Lübbe Audio
- 2004: Anton Tschechow: Das Leben in Fragen und Ausrufen – Bearbeitung und Regie: Irene Schuck (Hörspiel – NDR Kultur)
- 2005: Friedrich Wilhelm Murnau/Bram Stoker: Nosferatu-Der doppelte Vampir (Van Helsing) – Regie: Klaus Buhlert (Hörspiel – DLR)
- 2008: Louis-Ferdinand Céline: Reise ans Ende der Nacht (3 Teile) nach dem gleichnamigen Roman von 1981, Regie: Ulrich Lampen, BR
- 2010: Kristof Magnusson: Das war ich nicht. Hörspiel nach dem gleichnamigen Roman. Bearbeitung und Regie: Steffen Moratz; MDR 2010
- 2010: Daniil Charms: Wie schrecklich schwinden unsere Kräfte. aus dem Russischen von Peter Urban, gesprochen von Ueli Jäggi, Felix von Manteuffel, Peter Urban, André Jung und Fritz Zaugg, Christoph Merian Verlag, Basel, ISBN 978-3-85616-443-0.
- 2011: Klaudia Ruschkowski/Giuseppe Maio: Im Bild versinken. Zigaina und Pasolini – Regie: Giuseppe Maio (Hörspiel – DKultur)
- 2013: John Burnside: Fügung. Regie: Iris Drögekamp, SWR
- 2013: E. M. Cioran: Vom Nachteil, geboren zu sein – Regie: Kai Grehn (Hörspiel – SWR)
- 2013: Carey Harrison: Manchmal sind Pilze einfach nur Pilze – Regie: Thomas Leutzbach (Hörspiel – WDR)
- 2013: Mark Twain: Der geheimnisvolle Fremde (Richter) – Regie: Kai Grehn (Hörspiel – DLR)
- 2014: Sibylle Lewitscharoff: Pfingstwunder – Regie: Hans Gerd Krogmann (Hörspiel – HR/DKultur)
- 2014: Margaret Macmillan: 1914 – Day by day. BBC
- 2014: Irmgard Maenner: Lichtbogen. Regie: Judith Lorentz, DKultur
- 2014: Jörg Buttgereit: Das Märchen vom unglaublichen Super-Kim aus Pjöngjang – Regie: Jörg Buttgereit (Hörspiel – WDR)
- 2014: Stefanie Lorey/Björn Auftrag: Bouncing in Bavaria – Regie: Stefanie Lorey/Björn Auftrag (Hörspiel – HR)
- 2014: Peter F. Müller/Leonhard Koppelmann: Klaus Barbie – Begegnung mit dem Bösen – Regie: Leonhard Koppelmann (Hörspiel – WDR)
- 2015: Holger Siemann: Der Tod und die Schweine – Regie: Claudia Johanna Leist (Kriminalhörspiel – WDR)
- 2016: Silke Seibold: Gib’s zurück! – Regie: Kirstin Petri (Kinderhörspiel – SWR2 Spielraum)
- 2019: Megumi Iwasa: Viele Grüße von der Seehundinsel – Regie: Dirk Kauffels (Kinderhörspiel), Sauerländer audio, ISBN 978-3-8398-4955-2
- 2020: Robert Harris: Der zweite Schlaf (12 Teile) (Thomas Lacy) – Regie: Leonhard Koppelmann (Hörspielbearbeitung – HR/Der Hörverlag)